# Ardanaz
Ardanaz (en euskera: Ardatz) es una localidad española y un concejo de la Comunidad Foral de Navarra perteneciente al municipio del Valle de Egüés. Está situado en la Merindad de Sangüesa, en la Cuenca de Pamplona y a 8 km de la capital de la comunidad, Pamplona. Su población en 2014 fue de 70 habitantes (INE).

## Toponimia
Ardanatz en euskera, Ardatz según la normalización de Euskaltzaindia

## Geografía
La localidad de Ardanaz está situada en la parte sur del Valle de Egüés.
Su término concejil tiene una superficie de 5,68 km² y limita al norte con el concejo de Egüés, al sur con el de Aranguren en el municipio de Aranguren, al este con el de Azpa y al oeste con el término de Sarriguren y el concejo de Badostáin.
A la localidad se llega a través de la carretera NA-2310 que conecta en la salida 5 de la Ronda Este (PA-30) y pasa por la localidad de Sarriguren.
La localidad se ubica en la ladera del monte Malkaiz a una altitud de 629 m s. n. m. El citado monte tiene una altitud de 774 m s. n. m.

## Historia
Las primeras noticias sobre presencia humana estable en el Valle de Egüés se remontan hasta los años 1170 y 1180.
Ardanaz, al igual que muchas localidades próximas, fue un antiguo lugar de señorío de realengo. 
El hecho de que la localidad se encuentre ubicada en el extremo sur del valle, generó numerosas dudas sobre su pertenencia  al valle de Egüés o al de Aranguren, las cuales aparecen ya reflejadas en documentos del siglo XIII. 
Durante la Edad Media la localidad destaca por la alta presencia de hidalgos, los cuales estaban exentos del pago de impuestos a la corona que sí debían pagar el resto de sus vecinos.
En el año 1467 la princesa Leonor de Foix concedió la pecha, tributo que el lugar de Ardanaz debía pagar anualmente a la corona, a Oger Gúrpide. 
Como el resto de lugares del valle, Ardanaz estuvo gobernado hasta la década de 1835-45 por el diputado del valle y el regidor del pueblo que era elegido por los vecinos.

## Demografía
| Gráfica de evolución demográfica de Ardanaz entre 2000 y 2023 |
|                                                               |
| Datos según el nomenclátor publicados por el INE.             |

## Patrimonio
La iglesia parroquial de San Vicente es un edificio románico de nave única dividida en cinco tramos con cabecera recta y capillas laterales, cuyos orígenes se remontan al siglo XIII, aunque ha sufrido varias reformas posteriores en los año 1595 y 1868, que han afectado principalmente a la cubierta de la nave central. 
Destaca en su parte exterior su torre y su puesta de acceso con arcos apuntados y crismón central y de su interior sus dos retablos dedicados a San Vicente Mártir y a Santa Catalina realizados por el ensamblador Domingo de Bidarte y su yerno, el escultor Domingo de Lussa.